# Araneus anuncinatus
Araneus anuncinatus är en spindelart. Araneus anuncinatus ingår i släktet Araneus och familjen hjulspindlar. Utöver nominatformen finns också underarten A. a. ochrorufus.